# ربلة (حمص)
ربلة قرية من قرى مركز القصير التابعة لمنطقة القصير في محافظة حمص. تقع جنوب مدينة حمص.